# Entertainments National Service Association
De Entertainments National Service Association (ENSA) is een voormalige organisatie opgericht in 1939 door Basil Dean en Leslie Henson om tijdens de Tweede Wereldoorlog amusement te bieden aan personeel van de Britse strijdkrachten. ENSA opereerde als onderdeel van de marine-, leger- en luchtmacht-instituten. Het werd vervangen door Combined Services Entertainment (CSE) dat nu werkt als onderdeel van de Services Sound and Vision Corporation (SSVC).

## Geschiedenis
Het eerste grote variëteitsconcert in oorlogstijd, georganiseerd door ENSA, werd op 17 oktober 1939 door de BBC uitgezonden naar het Empire en lokale netwerken van RAF Hendon in Noord-Londen. Adelaide Hall, The Western Brothers en Mantovani behoorden tot de entertainers die op de affiche stonden. Er bestaat een registratie van dit concert met Adelaide Hall, waar ze We're Going to Hang out the Washing on the Siegfried Line zingt, begeleid door Mantovani en zijn orkest. 

## Leden
Veel bekende sterren hebben opgetreden voor ENSA, waaronder Sir Seymour Hicks, die de eerste show leidde in 1939; ook veelgevraagd waren de andere oorspronkelijke ENSA organisatoren, Beatrice Lillie, Dame Sybil Thorndike en Sir Harry Lauder. Andere populaire artiesten die gedurende de oorlogsjaren optraden voor ENSA waren Peggy Ashcroft, Arthur Askey, Hermione Baddeley, Josephine Baker, Leslie Banks, Webster Booth, Chili Bouchier, Al Bowlly, Dame Lilian Braithwaite, Wilfrid Brambell, pianist Ronnie Bridges, Clive Brook, Dora Bryan, Jack Buchanan, Douglas Byng, Rebecca Cantwell, Robert Carr (bariton), Belle Chrystal, John Clements, Charles Coborn, Billy Cotton, Cicely Courtneidge, Noël Coward, Bebe Daniels, Frances Day, Betty Driver, Madge Elliott, Fred Emney, Edith Evans, David Farrar, Gracie Fields, Flanagan en Allen, Florrie Forde, George Formby, Leo Franklyn, Will Fyffe, Geraldo and His Orchestra, Gert and Daisy, John Gielgud, Hermione Gingold, Stewart Granger, Joyce Grenfell, Binnie Hale, Sonnie Hale, Adelaide Hall, Alec Halls MBE., Tommy Handley, Sir Cedric Hardwicke, Gordon Harker, Jack Hawkins, Will Hay, Richard Hearne, Leslie Henson, Stanley Holloway, Victoria Hopper, Bobby Howes, Claude Hulbert, Jack Hulbert, Leslie Hutchinson, Jack Hylton, Jimmy Jewel, Yvonne Jolly, Deborah Kerr, Hetty King, Lupino Lane, Gertrude Lawrence, Evelyn Laye, Vivien Leigh, Josef Locke, Margaret Lockwood, Bessie Love, Arthur Lucan, Claire Luce, Vera Lynn, Ben Lyon, Mantovani, Jessie Matthews, Helen McKay, John McCormack, Spike Milligan, Billy Milton, Clifford Mollison, Richard Murdoch, Anna Neagle, Nervo en Knox, Ivor Novello, Vic Oliver, Tessie O'Shea, Sandy Powell, Ella Retford, Arnold Ridley, Robert Rietty, Cyril Ritchard, Sir George Robey, Margaret Rutherford, Paul Scofield, Margaretta Scott, Winifred Shotter, Alastair Sim, pianist Cyril Smith, Dorothy Squires, Terry Thomas, Ernest Thesiger, Tommy Trinder, Jack Warner, Naunton Wayne, Elisabeth Welch, The Western Brothers, Michael Wilding, Emlyn Williams, Maurice Winnick, Googie Withers, John Wood, Diana Wynyard en Anne Ziegler.
In 1945 werden de acteurs Laurence Olivier en Sir Ralph Richardson benoemd tot ere-officier van ENSA. Ze voerden Shakespeare's toneelstukken op voor de troepen tijdens een tournee van zes weken door Europa.

## Verder
- Ondanks vele extreem getalenteerde entertainers en filmsterren die voor ENSA werkten, was de organisatie noodzakelijkerwijs dun verspreid over het uitgestrekte gebied dat ze moest beslaan. Veel amusement was dus ondermaats en de populaire vertaling van het acroniem ENSA was 'Every Night Something Awful' .
- ENSA speelt een bescheiden rol in het liefdesverhaal uit 1944, waarin Margaret Lockwood optrad als concertpianist die een ENSA-tournee maakt naar Noord-Afrika en het Middellandse Zeegebied.
- In de Goon Show-aflevering Scradje van 1956 zou majoor Dennis Bloodnok uit het leger zijn ontslagen wegens 'lafheid tegenover ENSA'.
- De film Desert Mice uit 1959 volgt de fictieve escapades van een ENSA-troep met Sid James in de Afrikaanse kern.
- De mini-serie Chaos Supersedes ENSA (1980) werd geschreven en geregisseerd door Patrick Garland voor Thames Television.
- De televisiesitcom It Ain't Half Hot Mum betrof de tegenslagen van een groep soldaten die entertainment verzorgden voor een legerbarak in India. Deze stonden bekend als de Concert Party en waren helemaal geen ENSA-leden, omdat ze allemaal lid waren van de Royal Artillery, ook al waren ze lid van het leger (in feite liepen ze in de vroege afleveringen allemaal het gevaar naar het front te worden gestuurd door de sergeant-majoor (Windsor Davies)
- ENSA was ook te zien in de tv-sitcom Goodnight Sweetheart, in de aflevering How I Won the War.
- Het enige bekende ENSA-theater dat in zijn oorspronkelijke staat heeft overleefd, is het Garrison Theatre in Hurst Castle in het Nationaal park New Forest. Gemaakt door militairen in 1939, draagt de prosceniumboog nog steeds het insigne en granaten van de Royal Artillery en hangen de gordijnen nog steeds aan een originele gegalvaniseerde gaspijp. Shows worden van tijd tot tijd gepresenteerd door de Friends of Hurst Castle.
- In de Are You Being Served? aflevering getiteld Camping In, vertelde de heer Grainger een verhaal over het lidmaatschap van ENSA, waarvan de heer Humphries zei dat het stond voor 'Every Night Something awful 'Appens'.
- In de populaire BBC sitcom Dad's Army- aflevering Museum Piece, wordt ENSA onthuld de geweren te gebruiken die Captain Mainwaring zo wanhopig zoekt.
- In de BBC sitcom Up Pompeii aflevering Lysistrata the Peace Treaty, is de hoofdpersoon Lurcio (Frankie Howerd) dienstplichtig in het leger. Hij krijgt van kapitein Bumptius te horen dat hij wordt toegewezen aan ENSA. Lurcio antwoordt dat het niet zo erg is en begint ideeën te laten zien. Kapitein Bumptius vertelt hem vervolgens dat het staat voor het 'East Naples Suicide Army!'.
- In de Mammoth Screen televisieserie World on Fire (2019) is de hoofdpersoon Lois Bennett vrijwilliger voor ENSA.